# Pér, Győr-Moson-Sopron
Pér  este un sat în districtul Győr, județul Győr-Moson-Sopron, Ungaria, având o populație de 2.347 de locuitori (2011). 

## Demografie
Componența etnică a satului Pér
     Maghiari (97,97%)
     Necunoscut (0,38%)
     Alții (1,65%)
Componența confesională a satului Pér
     Romano-catolici (53,94%)
     Reformați (8,69%)
     Fără religie (5,67%)
     Luterani (1,96%)
     Necunoscută (29,02%)
     Atei (0,72%)
     Alte religii (0,77%)
Conform recensământului din 2011, satul Pér avea 2.347 de locuitori. Din punct de vedere etnic, majoritatea locuitorilor (97,97%) erau maghiari. Apartenența etnică nu este cunoscută în cazul a 0,38% din locuitori.  Din punct de vedere confesional, majoritatea locuitorilor (53,94%) erau romano-catolici, existând și minorități de reformați (8,69%), persoane fără religie (5,67%) și luterani (1,96%). Pentru 29,02% din locuitori nu este cunoscută apartenența confesională.